# Эстакадный мост (Калининград)
«Эстака́дный мост» — эстакадный мост в городе Калининграде Калининградской области Российской Федерации, построенный в 1972 году.
Мост перекинут над обоими рукавами реки Преголи и проходит над историческим районом города — «Островом Иммануила Канта» (бывший частью города Кёнигсберга — «Кнайпхоф»). Является частью трассы Ленинского проспекта — одной из наиболее важных городских транспортных артерий.
Имеет четыре полосы движения для автомобилей (по две в каждом направлении), двухколейную трамвайную линию посередине и пешеходные тротуары по краям.
Имеется пешеходный спуск с моста на «Остров Иммануила Канта», а автомобильного съезда нет.

## История
Эстакадный мост построен в 1972 году взамен двух самых старых из семи мостов Кёнигсберга — Лавочного и Зелёного.

## Общественный транспорт
По мосту проходят маршруты всех видов общественного транспорта Калининграда: служебная линия трамвая (маршрутное движение трамваев восстановлено с 17 июля 2010 года), троллейбусная маршрутная линия, а также большое количество маршрутов автобусов и маршрутных такси.

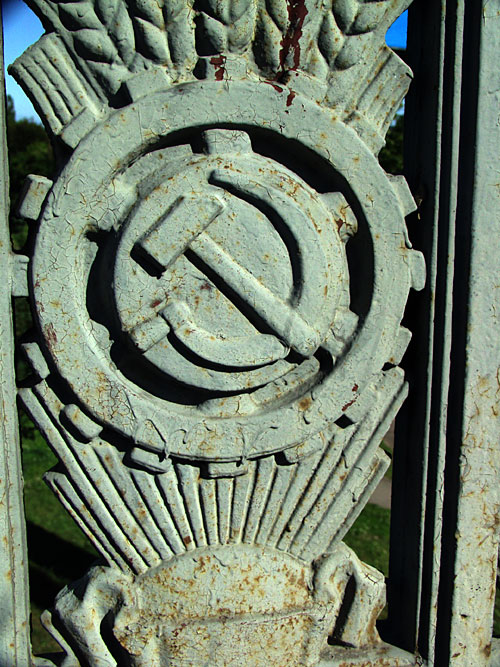
Фрагмент оформления моста